# Pocałunek smoka
Pocałunek smoka (ang. Kiss of the Dragon) – francuski film sensacyjny z 2001 roku w reżyserii Chrisa Nahona. Zdjęcia kręcono w Paryżu.
Premiera filmu odbyła się 6 lipca 2001 roku w Stanach Zjednoczonych. W USA na potrzeby kina zrobiono 2025 kopii, natomiast w Polsce - 30. W USA dystrybucją zajęła się wytwórnia Fox.

## Obsada
- Jet Li – Liu Jian
- Bridget Fonda – Jessica Kamen
- Tchéky Karyo – Inspektor Richard
- Max Ryan – Lupo
- Ric Young – Mister Big
- Burt Kwouk – Wujek Tai
- Laurence Ashley – Aja